# 동인지문사육-권7~9
동인지문사육-권7~9(東人之文四六-卷7~9)는 대구광역시 달서구, 동산도서관에 있는 고려시대의 목판본 책이다. 2001년 8월 3일 대한민국의 보물 제710-6호로 지정되었다.
고려 때 문신 졸재 최해(拙齋 崔瀣;1287〜 1340)가 신라 최치원(崔致遠)에서 시작하여 고려 충렬왕(忠烈王) 때에 이르기까지 명가의 시문집 가운데 사육병려문(四六騈儷文)만을 모아서 간행한 시문선집(詩文選集)이다.
권7〜9의 영본(零本) 1책으로, 내용은 교서(敎書), 비답(批答), 축문(祝文), 도사(道詞), 불소(佛疏), 요어(樂語), 상량문(上樑文), 표상(表狀) 등이 수록되어 있다.
동인지문의 편차는 '五七', '千百', '四六'의 순으로 구성되어 있으며 총 권수는 25권이다. '千百' 은 아직까지 발표된 바가 없고, ‘五七‘은 9권이고, ‘四六’은 전질이 15권이다. 따라서 나머지 1권은 '千百'으로 추정된다.
'사육(四六)'은 전존(傳存)이 극히 희소하고 서지학 인쇄사 연구의 귀중한 자료이다.

## 같이 보기
- 동인지문

## 참고 자료
- 동인지문사육-권7~9 - 국가유산청 국가유산포털